# 全国大日本主義同盟
全国大日本主義同盟（ぜんこくだいにほんしゅきどうめい）は昭和初期の政治団体。

## 概要
國學院大學教授の松永材が学生を対象として結成した。国家主義を掲げ、大日本生産党の学生団体の様相があった。